# 최석림
최석림(崔奭林, 1922년 10월 5일 ~ 1974년 12월 21일)은 대한민국의 정치인이다. 제4·5·6·7대 국회의원을 지냈다.

## 학력
- 서울대학교 법과대학졸업

## 경력
- 대한수산중앙회상무이사
- 대한어민회사무국장
- 자유당중앙위원
- 민주공화당경남제3지구당위원장
- 동양권투연맹회장
- 대한전매협회회장
- 한국권투위원회회장
- 대한자활개척단회장

## 역대 선거 결과
|  | 35.33% |

|  | 16.82% |

|  | 35.83% |

|  | 54.50% |

|  | 0% |

|  | 12.59% |